# Годи-Добровідка
Годи-Добровідка — село в Україні, у П'ядицькій сільській громаді Коломийського району Івано-Франківської області.
Розташоване за 10 км від районного центру Коломия. Залізнична станція — Годи-Турка. Населення — 967 осіб.

## Історія
На території села знайдено кам'яні знаряддя праці доби міді і бронзи.
Село Годи-Добровідка об’єднує, окремі до 1939 року, села Годи і Добровідка.
Годи згадуються 1857 року, і назва походить від переговорів між запорізькими козаками і турками (годились). Однак звідки б не виводили його назву — «добра вода» чи «добра вістка», — у її корені закладено слово «добро». Це відчувають усі, хто хоча б раз побував у цьому мальовничому селі.
Як село Добровідка вперше згадується в історичних джерелах під 1451 р. Засновниками села можна вважати родини Ткачуків, Мельничуків, Люхничів та Рубичів. Годи утворилися значно пізніше, село вперше зафіксоване в ХІХ ст. Жителі обох сіл століттями займалися переважно веденням дрібного господарства. 
У добу національно-визвольних змагань 1917—1921 рр. в лавах УГА воювали мешканці Добровідки булавний Василь Семків, вістуни Василь і Михайло Ткачуки, стрільці Михайло Ботук, Василь Люхнич, Юрко Типчук, Дмитро і Микола Ткачуки.  
В 20-х — 30-х роках в Добровідці діяла читальня товариства «Просвіти». Коштом місцевого населення для розміщення бібліотеки в 1937 р. побудували добротне приміщення. В часи радянської влади у цій будівлі розмістили початкову школу, де вона функціонує й дотепер. У міжвоєнну добу тут також діяли осередки товариств «Рідна школа», «Каменяр» та інших молодіжних організацій.
Під час другої світової війни на території села сталася перестрілка поблизу залізниці. Як наслідок, пошкоджень зазнало розміщене неподалік місця інциденту приміщення школи. І дотепер в освітньому закладі збереглася дошка для навчання тих часів з двома наскрізними отворами від випущених в ході згаданого бою куль. Мешканці села І. І. Болезнюк та Ю. П. Дерехович влітку 1943 року допомагали партизанам-ковпаківцям.
 За радянських часів в с. Годи-Добровідка працював колгосп, було покращено інфраструктуру села: побудовано просторе приміщення школи, фельдшерсько-акушерського пункту, магазинів.
Оскільки Годи і Добровідка були окремими селами, тому в кожному була своя церква. Побудова добровідської церкви Святого Дмитрія Миротворця датується 1923 р., а церква Святого Юрія Побідоносця в Годах 1926 р. Храми побудовані на місцях існуючих старих церков. Зараз обидві діючі та належать греко-католикам. На території села також знаходяться 3 каплички, одна з яких побудована ще 1916 р. В 1914 р. встановлено хрест за померлими від холери.

## Сучасність
У Годи-Добровідці діє дев'ятирічна школа, бібліотека, клуб, якому присвоєно звання клубу відмінної роботи.
Населення з перепису 2001 року становило 967 осіб.
На території села була розміщена Коломийська державна станція по племроботі і штучному заплідненню сільськогосподарських тварин та існує Державне підприємство "Коломийський державний ветеринарно-санітарний завод «Ветсанзавод»".

## Відомі особи
- о. Ярослав-Володимир Бенеш (25 січня 1915 — 4 липня 1966, Торонто, Канада) — український церковний і освітній діяч.
- Андрій Луканюк (1988—2023) — майор Збройних сил України, учасник російсько-української війни.
- Василь Міліянчук (1905–1958) — видатний фізик-теоретик, професор, доктор наук, доцент, учений-атомник, іменем якого названа одна з вулиць міста Коломиї.
- Петро Мельничук (14 липня 1913, с. Годи Коломийського повіту  — 16 січня 2004, Львів)[3] — кандидат фармацевтичних наук, асистент і доцент кафедри фармакогнозії (1939-61), заступник директора по навчальній роботі (1944-51) Львівського медичного інституту. Закінчив Львівський університет (1939). Був двічі засудженим до розстрілу  — більшовиками (1941) та німецькими окупантами (1944). Звільнений з Львівського медичного інституту як “український буржуазний націоналіст”[4]. До 1975 р. працював в Інституті землеробства в с. Оброшине[5].

## Галерея

Меморіал
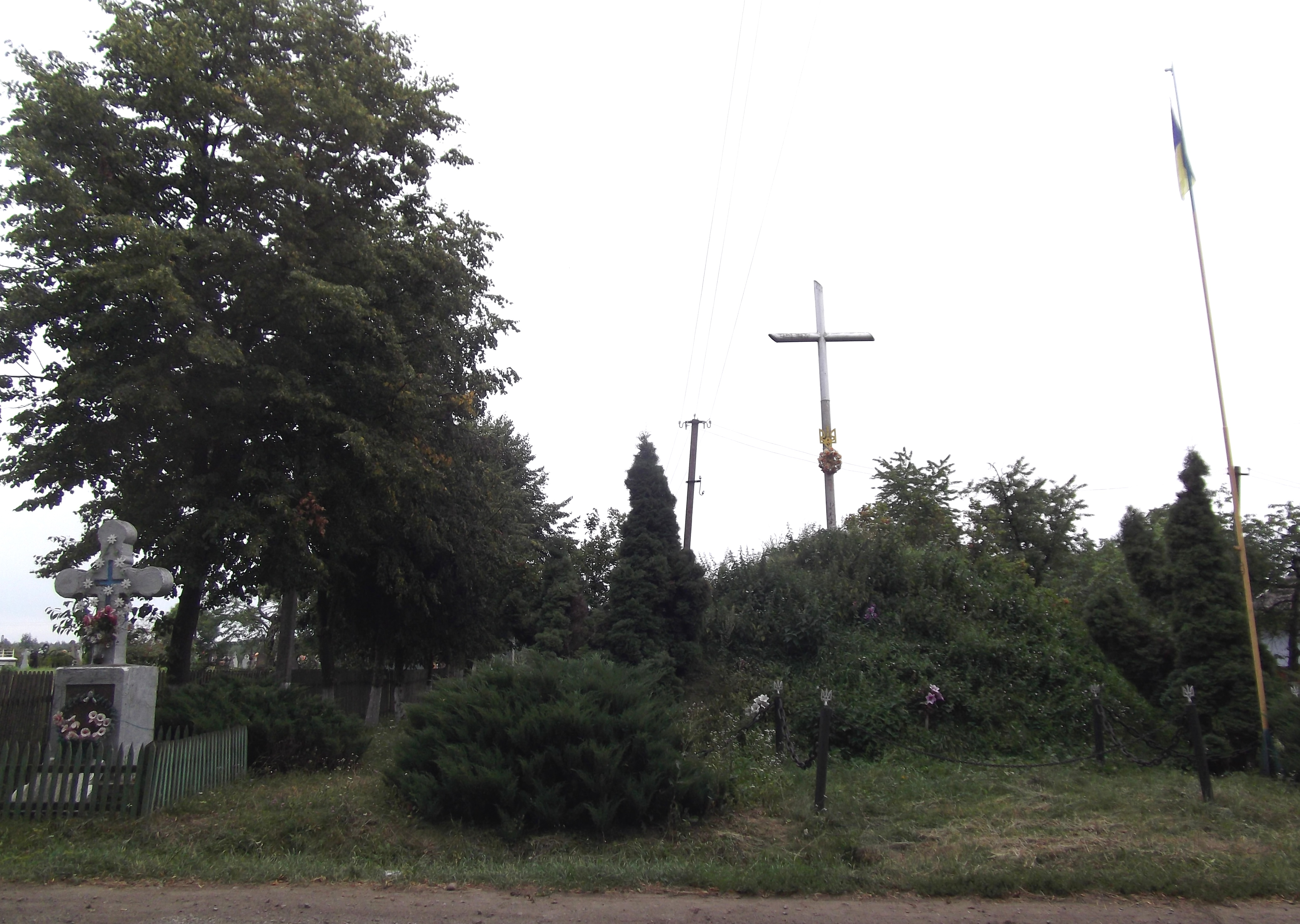
Могила
Залізнична станція Годи-Турка